# Bagüeste
Bagüeste – opuszczona miejscowość w Hiszpanii, w Aragonii, w prowincji Huesca, w comarce Sobrarbe, w gminie Aínsa-Sobrarbe.
Według danych INE z 2004 roku miejscowości nie zamieszkiwała żadna osoba. Wysokość bezwzględna miejscowości jest równa 1 207 metrów. Kod pocztowy do miejscowości to 22330.